# Hans-Joachim Schulze (Politiker)
Hans-Joachim Schulze (* 6. Oktober 1936 in Danzig; † 10. April 2024 in Leipzig) war ein hessischer Politiker (CDU) und Abgeordneter des Hessischen Landtags.

## Ausbildung und Beruf
Hans-Joachim Schulze besuchte Schulen in Putzig und Danzig sowie nach der Vertreibung in Cuxhaven und Petershagen/Weser. In Petershagen war er zudem Schüler des evangelischen Internates „Matthias-Claudius-Heim“. Nach dem Abitur studierte er in Aachen Maschinenbau und in Würzburg Betriebswirtschaft. Danach arbeitete er in verschiedenen Unternehmen der Gießerei-Industrie, zuletzt 1974 in Battenberg/Eder als Prokurist und Kaufmännischer Leiter. Nach Jahrzehnten in Frankenberg (Eder), lebte er seit 2006 in Hameln.

## Politik
Hans-Joachim Schulze war seit 1970 Mitglied der CDU, 1971 Gründungsvorsitzender der CDU Battenberg und war in verschiedenen anderen Vorstandsämtern aktiv. 1972 wurde er zum ersten Stadtrat (stellvertr. Bürgermeister) von Battenberg (Eder) und außerdem zum ehrenamtlichen Kreisbeigeordneten des Landkreises Frankenberg gewählt. Nach Wahl durch den Kreistag war er von Juni 1974 bis Oktober 1982 Hauptamtlicher Kreisbeigeordneter des Landkreises Waldeck-Frankenberg.
Vom 1. Dezember 1982 bis zum 4. August 1983 war er Mitglied des hessischen Landtags. In der folgenden Wahlperiode rückte er nach dem Ausscheiden von Gerhard Keil am 15. Januar 1985 in den Landtag nach und blieb bis zum Ende der Wahlperiode am 17. Februar 1987 MdL. Auch der folgenden 12. Wahlperiode rückte er als Nachrücker am 28. April 1987 für Heinrich Lauterbach nach, der Staatssekretär im Kabinett Wallmann wurde. Am 4. April 1991 schied er endgültig aus dem Landtag aus, um in Thüringen als Leiter der Landesvertretung die dortigen Verbände der Ersatzkassen zu installieren und entsprechendes Thüringer Fachpersonal für diese beiden Verbände heranzuziehen. In dieser Funktion war er auch Gründungsmitglied des Thüringer Medizinischen Dienstes der Krankenkassen (MdK). Bis Ende 1995 fungierte er turnusabwechselnd sowohl als Stellvertretender, als auch als Vorsitzender des Thüringer MdK-Verwaltungsrates. Nach etwa fünfjährigem Aufbau der Thüringer Verbände der Ersatzkassen beendete Hans-Joachim Schulze seinen Einsatz in den Neuen Ländern.